# Юрьево (городской округ Шаховская)
Юрьево — деревня в городском округе Шаховская Московской области России.

## Население
| 1859 | 1926 | 2002 | 2006 | 2010 |
| ---- | ---- | ---- | ---- | ---- |
| 134  | ↗198 | ↘10  | ↘1   | ↗23  |

## География
Расположена в центральной части округа, примерно в 3 км к юго-востоку от районного центра — посёлка городского типа Шаховская, на левом берегу безымянного ручья, впадающего в реку Хованку. В деревне три улицы — Полевая, Ручейная, Центральная. Соседние населённые пункты — деревни Сизенево, Бурцево и пгт Шаховская.

## Исторические сведения
На карте Московской губернии 1860 года Ф. Ф. Шуберта — Юрьевская.
В середине XIX века деревня Юрьевская относилась ко 2-му стану Волоколамского уезда Московской губернии и принадлежала княгине Елене Васильевне Хованской. В деревне было 25 дворов, крестьян 80 душ мужского пола и 93 души женского.
В «Списке населённых мест» 1862 года — владельческая деревня 1-го стана Волоколамского уезда Московской губернии по левую сторону Московского тракта, шедшего от границы Зубцовского уезда на город Волоколамск, в 24 верстах от уездного города, при речке Ковырихе, с 14 дворами и 134 жителями (65 мужчин, 69 женщин).
В 1913 году в Юрьево — 22 двора.
До 1924 года входила в состав Муриковской волости. Постановлением президиума Моссовета от 24 марта 1924 года Муриковская волость была включена в состав Судисловской волости.
По материалам Всесоюзной переписи населения 1926 года — деревня Сизеневского сельсовета, проживало 198 жителей (83 мужчины, 115 женщин), насчитывалось 37 хозяйств (36 крестьянских), имелась школа.
С 1929 года — населённый пункт в составе Шаховского района Московской области.
1994—2006 гг. — деревня Бухоловского сельского округа Шаховского района.
2006—2015 гг. — деревня городского поселения Шаховская Шаховского района.
2015 г. — н. в. — деревня городского округа Шаховская Московской области.